# Herophila
Herophila is een kevergeslacht uit de familie van de boktorren (Cerambycidae). De wetenschappelijke naam van het geslacht werd voor het eerst geldig gepubliceerd in 1862 door Mulsant.

## Soorten
Herophila omvat de volgende soorten:
- Herophila fairmairei (Thomson, 1857)
- Herophila tristis (Linnaeus, 1767)